# 筒车湾镇
筒车湾镇，是中华人民共和国陕西省安康市宁陕县下辖的一个乡镇级行政单位。

## 行政区划
筒车湾镇下辖以下地区：
筒车湾社区、许家城村、七里村、龙王潭村、海棠园村、朱家沟村、龙王坪村、桅杆坝村和油房坪村。